# Луна в мифологии
Лунарные мифы — мифы о Луне и лунных циклах. Связаны с астральными мифами, прежде всего солярными: луна и солнце противопоставляются друг другу в рамках системы бинарных оппозиций, свойственной мифологическому сознанию (верх — низ, мужское — женское, живое — мёртвое). Так, в древнекитайской натурфилософии пассивное, тёмное, женственное начало инь соотносится с Луной, а активное, светлое, мужественное ян — с Солнцем. Обычно луна связывается с отрицательным началом, но встречаются и исключения: так, в дагомейской мифологии лунная ипостась (Маву) двуединого демиурга Маву-Лиза покровительствует ночи, знанию, радости, а солнечная (Лиза) — дню, силе, работе.
К числу наиболее распространённых мифологических мотивов, связанных с луной, относятся этиологические сюжеты, объясняющие появление самой луны, происхождение лунных циклов, лунных пятен и т. д. В индоевропейских, сибирских, индейских мифологических системах видное место занимает сюжет о «небесном браке» Луны и Солнца. Луна при этом может выступать и как женский, и как мужской персонаж (последний вариант преобладает у народов Сибири и, по-видимому, у большинства архаичных племён). Этот миф одновременно выступает как этиологический, объясняющий происхождение лунных фаз: в балтийской мифологии Перкунас разрубает Месяц мечом за измену Солнцу. В Сибири часто встречается сюжет: Луна (Месяц) спускается на землю, где его хватает злая ведьма — хтоническая богиня (Хоседэм у кетов, Ылэнтой-котой у селькупов); Солнце приходит ему на помощь и пытается вырвать из рук колдуньи, но та держит его крепко, и в итоге Месяц разрывается пополам. Мотив разрывания или пожирания луны чудовищными существами также очень распространён и объясняет не только лунные фазы, но и лунные затмения.
Образы «умирающего» и «возрождающегося» месяца связывают луну с мифами о смерти. У многих архаических народов имеется представление о том, что раньше люди умирали и снова возрождались, как луна, но впоследствии почему-то лишились этого дара. У австралийского племени аранда есть миф: в древности жил человек тотема опоссума, который умер и был похоронен, но вскоре вышел из могилы в облике мальчика; он постоянно умирает и оживает на небе.
У многих народов имеются особые мифы о происхождении пятен на луне. Чаще всего они интерпретируются как «человек на луне», обычно — женщина с коромыслом и вёдрами (у нивхов, татар, возможно, у скандинавов, см. статью Биль). Часто «человек на луне» оказывается там в наказание («дурная женщина» у татар, Каин в апокрифических сказаниях и т. д.). В азиатских традициях пятна на луне интерпретируются как «лунный заяц» или «кролик», а у народов Южной Америки, Юго-Восточной Азии, Австралии и Южной Африки они объясняются как раны, грязь или краска на лице Луны.
В развитых мифологиях вместо непосредственного поклонения одушевлённой Луне появляются антропоморфные божества, олицетворяющие её. В неоязыческих традициях Луна почитается как воплощение Триединой богини.
Лунные божества в различных мифологиях:
- армянская мифология — Лусин;
- ацтекская мифология — Койольшауки; Мецтли;
- галльская мифология — Кори;
- германо-скандинавская мифология — Мани;
- греческая мифология — Артемида; Геката; Селена; Мена;
- гуанчи — Ачугуайо[англ.];
- египетская мифология — Тот; Хонсу; Ях;
- индийская мифология — Чандра;
- инки — Мама Килья;
- инуитская мифология — Игалук;
- карело-финская мифология — Куу;
- китайская мифология — Чанъэ;
- Крит — Бритомартида
- латышская мифология — Менес;
- литовская мифология — Менес;
- лувийская мифология — Арма;
- полинезийская мифология — Хина;
- римская мифология — Диана; Луна;
- саамы — Мано;
- урартская мифология — Шеларди;
- финикийская мифология — Баал-Хаммон;
- фригийская мифология — Мен; Бендида;
- хаттская мифология — Кашку;
- хурритская мифология — Кужух;
- шумеро-аккадская мифология — Нанна; Син;
- эламская мифология — Напир;
- этрусская мифология — Артуми;
- японская мифология — Цукиёми.

В алфавитном порядке: Арма; Артемида; Артуми; Баал-Хаммон; Геката; Диана; Игалук; Кашку; Койольшауки; Куу; Кужух; Луна; Лусин; Мама Килья; Мани; Мано; Мен; Мена; Менес; Менуо; Мецтли; Нанна; Напир; Селена; Син; Тот; Хонсу; Хина; Цукиёми; Чандра; Чанъэ; Шеларди; Ях.